# Strengen

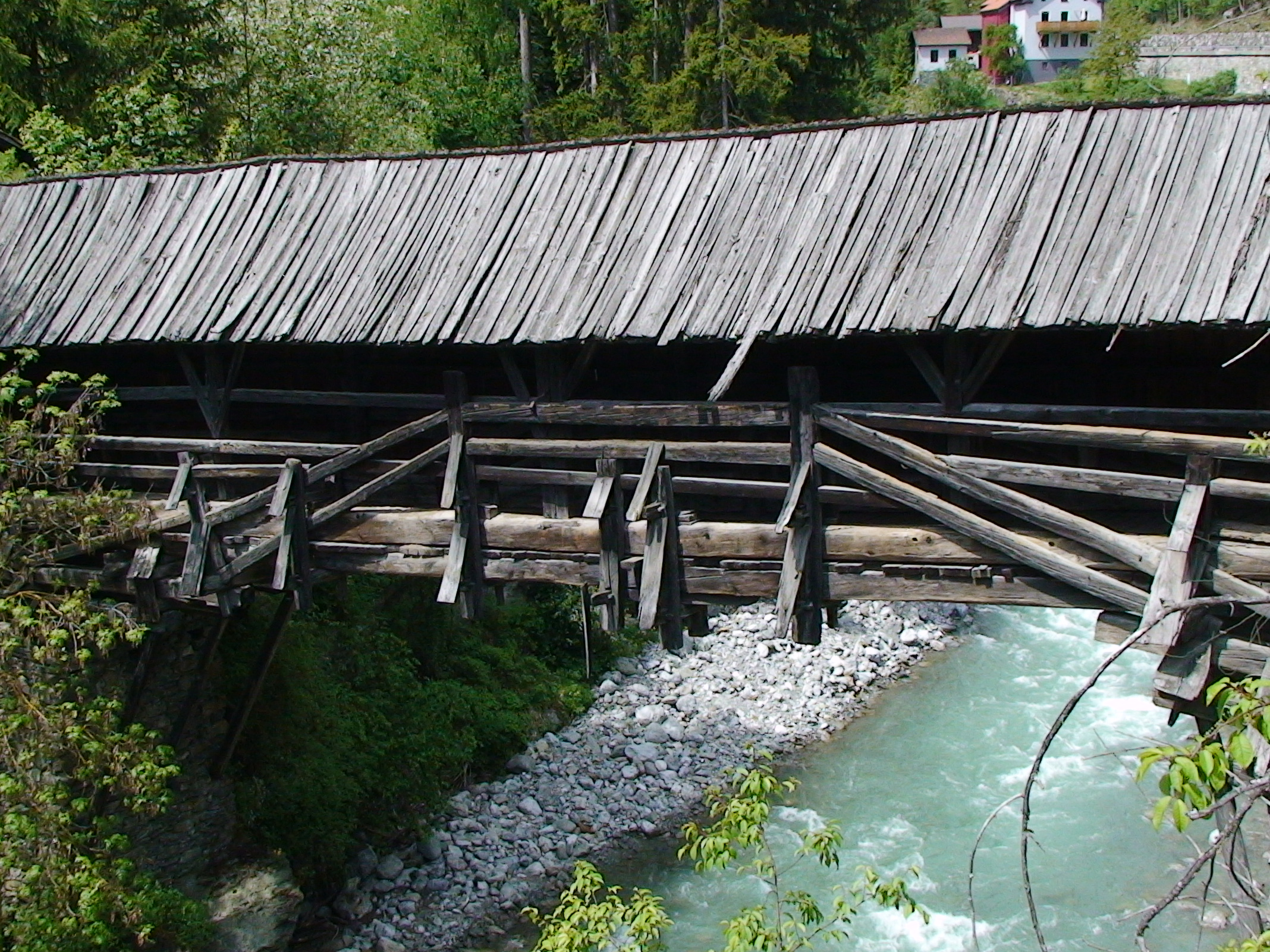
Całkowicie drewniany most nad Rosanną z 1765

Strengen – gmina położona na zachodzie Austrii, w kraju związkowym Tyrol, w powiecie Landeck. W gminie mieszka 1201 osób (1 stycznia 2015).

## Położenie
Strengen leży na południe od Alp Lechtalskich, w dolinie Stanz, przez którą przepływa rzeka Rosanna. Główna część gminy leży na lewym brzegu rzeki. Poszczególne miejscowości, wchodzące w skład gminy położone są na stokach schodzących od Eisenspitze.
W tunelu na północ od głównej części Strengen przebiega Arlberg Schnellstraße (droga ekspresowa S16). W bezpośrednim sąsiedztwie rzeki przez miejscowość biegnie droga krajowa B197 i linia kolejowa (Arlbergbahn), z wlotem do tunelu na wschód od Strengen.

## Historia
Nazwa gminy wywodzi się od stromego odcinka drogi (dawniej: streng), przy którym stała od XV wieku komora celna.

## Zabytki i atrakcje turystyczne
Zabytki Strengen:
- drewniany most nad Rosanną z 1765, najstarszy tego typu w Austrii
- kościół parafialny pw. św. Marcina (Hl. Martin) z ok. 1700 z historycznym wyposażeniem
- kaplica Matki Boskiej Wspomożenia Wiernych (Mariahilf)
- kaplica św. Magnusa (Hl. Magnus)

## Transport
Choć w miejscowości znajduje się stacja kolejowa (Strengen), to podstawowym środkiem transportu publicznego są autobusy.